# 墨脱石豆兰
墨脱石豆兰（学名：Bulbophyllum eublepharum）为兰科石豆兰属下的一个种。

## 扩展阅读
- 維基物種上的相關：墨脱石豆兰